# Fraternité et unité

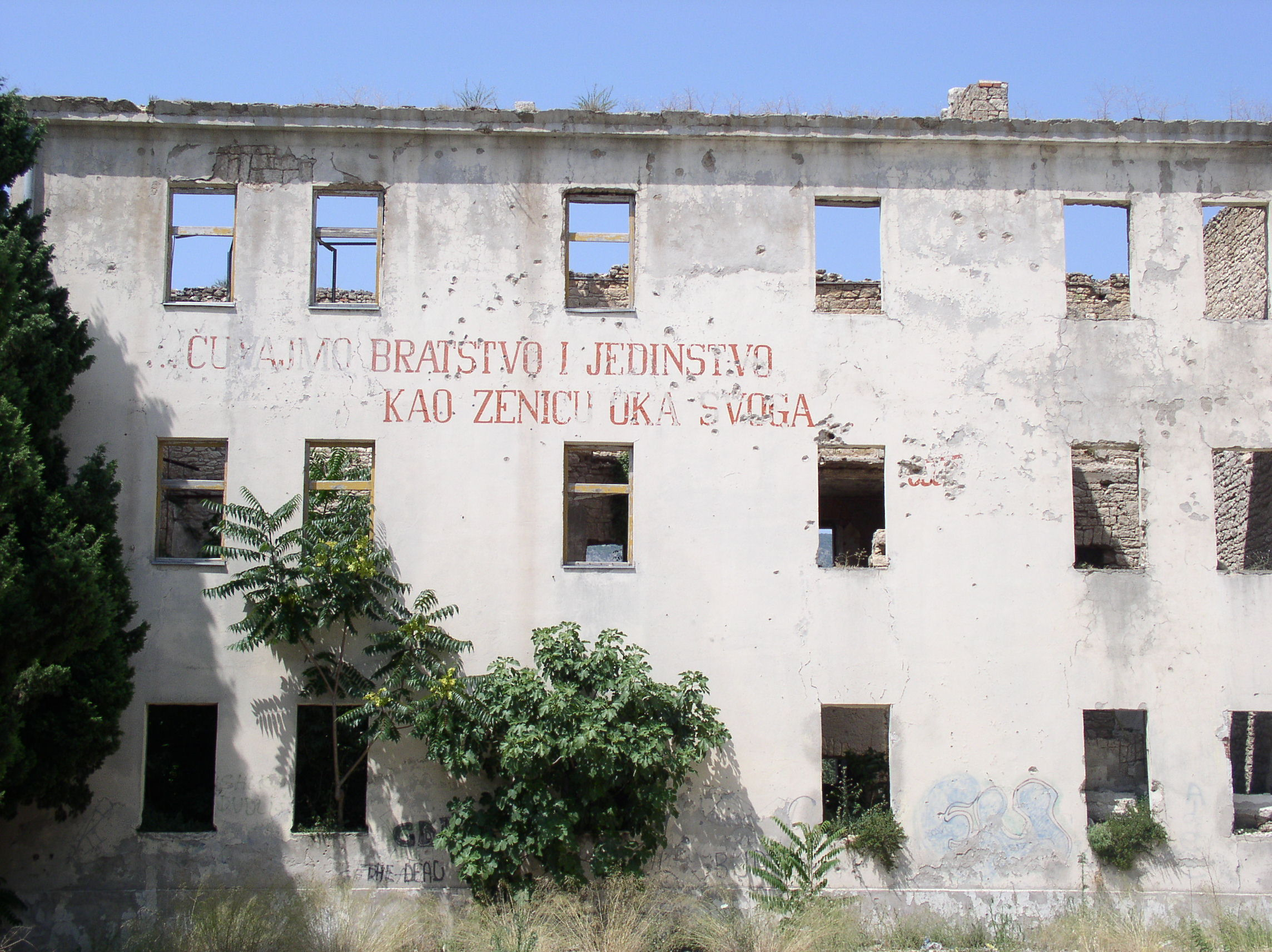
« Protégeons la fraternité et l'unité comme la pupille de notre œil », inscription sur un bâtiment de Mostar détruit pendant les guerres de Yougoslavie.

« Fraternité et unité » était un slogan populaire de la Ligue des communistes de Yougoslavie, créée lors de la guerre de libération du peuple yougoslave (1941-1945), et qui devint un principe directeur de la politique interethnique de la Yougoslavie après la guerre. En Slovénie, le slogan « Fraternité et paix » (bratstvo in mir) a été utilisé au début.

## Histoire
Après l'invasion de la Yougoslavie par les forces de l'Axe en avril 1941, les puissances occupantes et leurs assistants ont cherché à inciter systématiquement à la haine parmi les nombreux groupes nationaux, ethniques et religieux de Yougoslavie. Le Parti communiste yougoslave a promu avec succès la fraternité et l'unité des nations (narodi) et des minorités nationales (nacionalne manjine, plus tard renommées narodnosti) de Yougoslavie dans leur lutte contre l'ennemi fasciste et ses collaborateurs nationaux. La décision de la deuxième session de l’AVNOJ sur la fédéralisation de la Yougoslavie en 1943 a été considérée comme une reconnaissance de ce principe de fraternité et d’unité.
Après la guerre, le slogan désigna la politique officielle des relations interethniques en République fédérative socialiste de Yougoslavie, telle qu'elle était énoncée dans ses constitutions fédérales de 1963 et de 1974. La politique prescrivait que les nations de Yougoslavie (les Serbes, les Macédoniens, les Croates, les Slovènes, les Monténégrins et les Musulmans) et les minorités nationales (les Albanais, les Hongrois, les Roumains, les Bulgares, les Juifs, les Italiens et d'autres) étaient des groupes égaux qui coexistent pacifiquement dans la fédération, en promouvant leurs similitudes et interdépendance pour surmonter les conflits nationaux et la haine. Chaque individu avait le droit d’exprimer sa propre culture, tandis que les groupes ethniques faisaient le serment de maintenir des relations pacifiques. Les citoyens étaient également encouragés et autorisés à déclarer leur nationalité comme étant « yougoslave », laquelle atteignait généralement 10 % dans les sondages. Cette politique a également conduit à l’adoption de systèmes de quotas nationaux dans toutes les institutions publiques, y compris les organisations économiques, dans lesquelles les groupes nationaux étaient représentés par la composition nationale de leur république ou de leur province.
À travers la Yougoslavie, de nombreux lieux publics, usines, écoles, ensembles folkloriques et équipes sportives furent nommés « fraternité et unité », de même que l'autoroute reliant Ljubljana-Zagreb-Belgrade - Skopje route (l'« autoroute de la Fraternité et de l'Unité »). Le pays avait une décoration appelée l'Ordre de la Fraternité et de l'Unité .
Plusieurs personnalités de l'ex-Yougoslavie ont été condamnées pour des activités considérées comme menaçant la fraternité et l'unité, telles que des actes de propagande chauvins, du séparatisme et de l'irrédentisme. Parmi eux se trouvaient d'anciens présidents de Bosnie-Herzégovine (Alija Izetbegović) et de Croatie (Franjo Tuđman et Stjepan Mesić), le général de l'armée croate d'origine albanaise Rahim Ademi et bien d'autres. Un Albanais du Kosovo, Adem Demaçi, a été emprisonné pendant près de 30 ans pour des allégations d'espionnage et d'irrédentisme.

## Annotations
Modèle:Cnote2 Begin
Modèle:Cnote2
Modèle:Cnote2 End